# Polygala bawanglingensis
Polygala bawanglingensis là một loài thực vật có hoa trong họ Polygalaceae. Loài này được F.W. Xing & Z.X. Li miêu tả khoa học đầu tiên năm 1990.